# Mojo!
Mojo! è un videogioco rompicapo sviluppato da FarSight Studios e pubblicato da Crave Entertainment per le console PlayStation 2 e Xbox nel 2003. In questo gioco, il giocatore controlla una biglia che deve attraversare una serie di trappole per distruggere tutti i blocchi colorati presenti in ciascun livello. Sebbene possa ricordare titoli come Super Monkey Ball, Marble Blast Gold e Marble Madness, Mojo! si distingue per la sua grande varietà di enigmi e ostacoli. I giocatori possono anche ottenere dei bonus completando i livelli entro un tempo prestabilito. Il gioco presenta 100 livelli e diverte modalità multigiocatore. Inoltre, è disponibile un editor di livelli, che consente agli utenti di creare i propri livelli personalizzati.

## Accoglienza
Mojo! ha ricevuto recensioni contrastanti dalla critica. Su Metacritic, il gioco ha ottenuto un punteggio di 63/100 per la versione PlayStation 2, basato su 7 recensioni, indicando recensioni "miste o nella media". Su GameRankings, il punteggio è di 65,46% per la versione PlayStation 2, sulla base di 12 recensioni, e 65,50% per la versione Xbox sulla base di 4 recensioni. La rivista Play Generation lo classificò come il titolo rompicapo più cervellotico tra quelli disponibili su PlayStation 2.